# 아사히다케

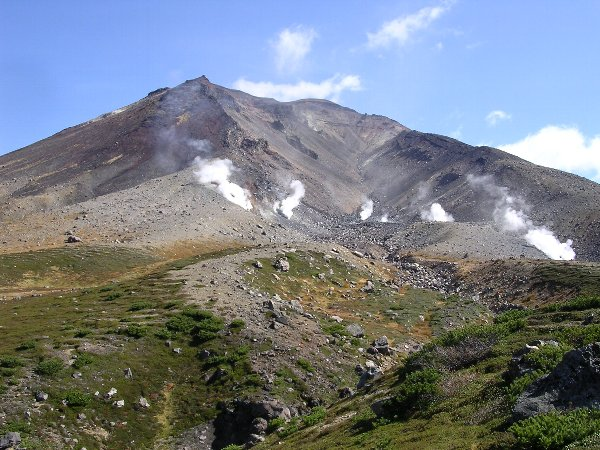
아사히다케

아사히다케(旭岳)는 일본 홋카이도 가미카와군 히가시카와정에 있는 화산이다. 다이세쓰산 연봉의 주봉으로 해발 2,291m으로, 홋카이도 최고봉에 해당한다. 고도는 기존 2,290m로되어 있었지만, 2008년, 국토지리원에 의해 2,291m에 개정되었다. 또한 기상청에 의해 활화산으로 지정되어 있다.
아이누어로는 "카무이 민타라"라고 불리는데, "신들의 놀이터"라는 뜻이다.
아사히다케는 여름에 등산객들에게 인기가 많은데, 아사히다케 로프웨이를 통해 쉽게 산 중턱까지 접근이 가능하다. 겨울에는 스키와 스노우보드를 즐기는 사람들이 많다.
정상 바로 아래에 있는 스기타미 연못은 산봉우리와 눈, 화산 분출구에서 나오는 증기가 반사되는 것으로 유명하다.

## 지질
아사히다케는 오하치-다이라 칼데라에서 남서쪽으로 3km 솟아오른 높이 2,291m의 성층화산이다. 일본 기상청에서는 이 지역의 화산 활동을 C등급으로 평가했다.

## 사진

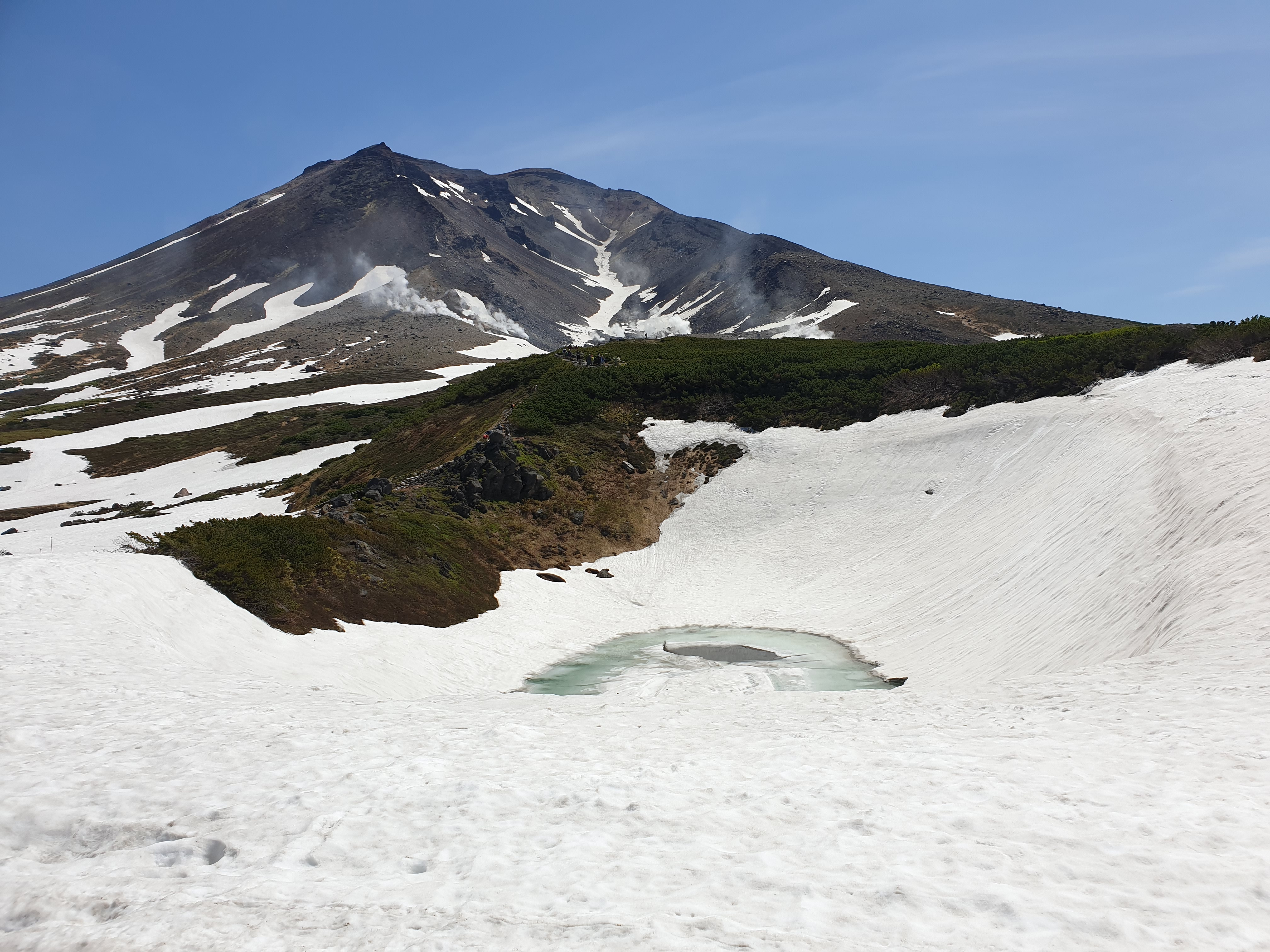
2019년 6월 아사히다케
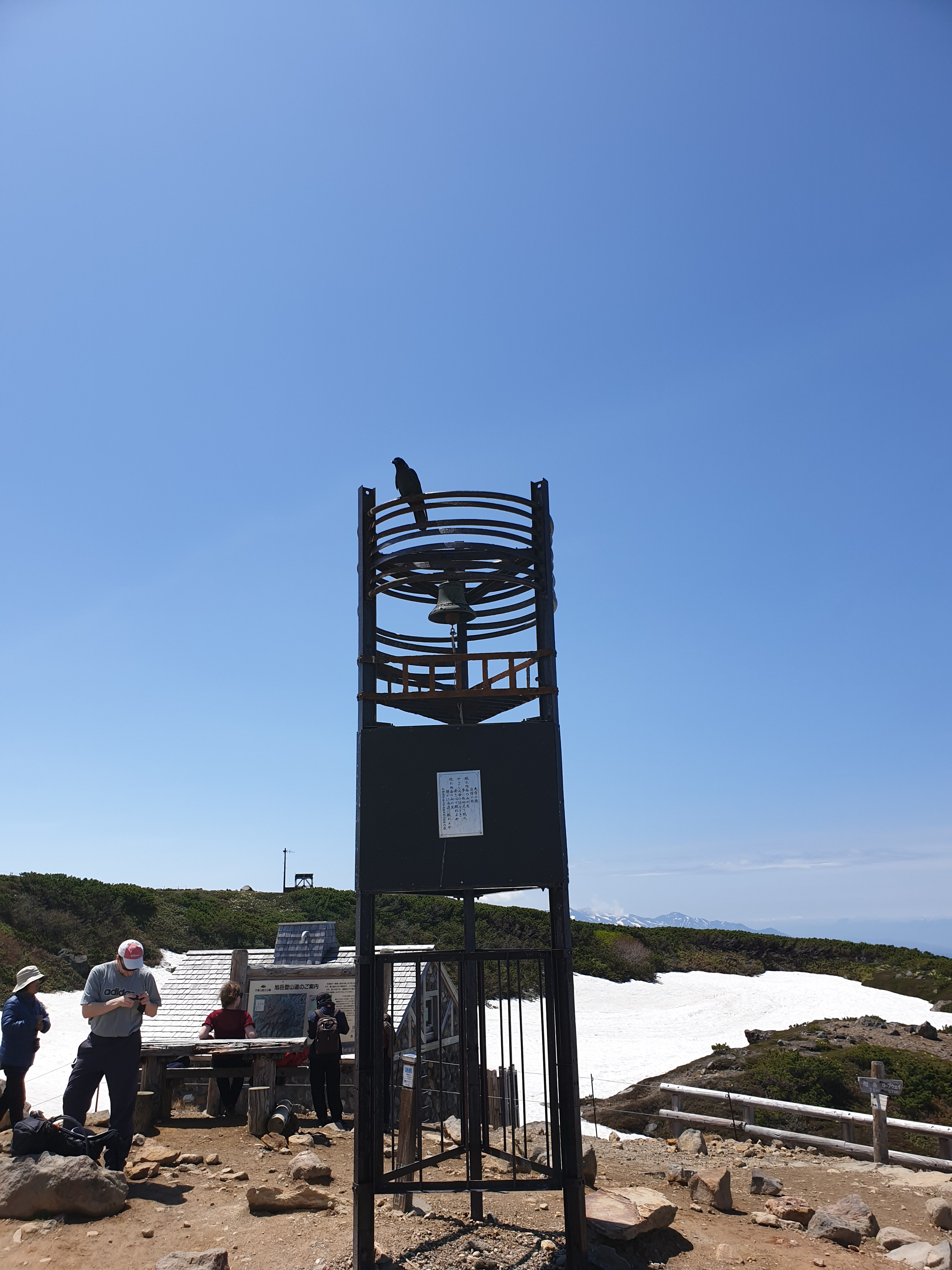
2019년 6월 아사히다케의 사랑의 종(아이노카네)